# Santa Maria (Södra Ilocos)
Santa Maria (Bayan ng Santa Maria) är en kommun i Filippinerna. Kommunen ligger på ön Luzon, och tillhör provinsen Södra Ilocos. Folkmängden uppgår till 26 396 invånare.

## Barangayer
Santa Maria är indelat i 33 barangayer.
| - Ag-agrao - Ampuagan - Baballasioan - Baliw Daya - Baliw Laud - Bia-o - Butir - Cabaroan - Danuman East - Danuman West - Dunglayan | - Gusing - Langaoan - Laslasong Norte - Laslasong Sur - Laslasong West - Lesseb - Lingsat - Lubong - Maynganay Norte - Maynganay Sur - Nagsayaoan | - Nagtupacan - Nalvo - Pacang - Penned - Poblacion Norte - Poblacion Sur - Silag - Sumagui - Suso - Tangaoan - Tinaan |